# Barrio Barlovento
Barlovento es uno de los sectores que conforman la ciudad de Cabimas en el estado Zulia (Venezuela). Pertenece a la parroquia Jorge Hernández.

## Ubicación
Se encuentra entre los sectores José Félix Rivas al norte (carretera L), Monte Claro al oeste (Av 32), San Vicente al sur (calle San Vicente, el Barrio Nuevo Mundo al este  y un área rural / industrial al sur.

## Zona Residencial
Las calles de Barlovento solo ocupan parcialmente hasta la Av 34, ubicado en el perímetro exterior de la ciudad una buena parte está ocupada por lo que parece una pista de aterrizaje visible en imágenes satelitales de Google Earth (10°22'13" N y 71°24'43" O). La mayoría de las calles son de tierra.

## Transporte
Las líneas El Lucero y 32 pasan por la Av 32.